# Luis H. Fajardo
Luis H.Fajardo es un sociólogo y escritor colombiano conocido por sus libros sobre ética, criminología, educación, y sociología. Trabajó como consultor de las Naciones Unidas y como consultor de política social en varios gobiernos latinoamericanos. De marcada tendencia liberal, sus libros reflejan preocupación por los sectores menos privilegiados y las comunidades rurales.

## Biografía
Luis Hebert Fajardo nace en una familia de clase media del Valle del Cauca en Colombia. Su padre Rafaél Fajardo, un reconocido educador vallecaucano de tendencias vanguardistas y alternativas, influye mucho en su formación. Inicia sus estudios de Derecho becado por la Universidad Nacional de Colombia en la capital bogotana. De allí otra beca lo lleva a Italia en donde obtiene un doctorado en Leyes graduándose summa cum laude de la Universidad Degli Studi De Roma con su tesis laureada sobre Hegel, Filosofía y derecho público. Siguiendo sus inclinaciones artísticas continúa estudios de literatura francesa en la Universidad de Dijon (1953) perfeccionando su formación de poeta y compositor. En 1955 viaja a Viena en donde completa estudios de criminología. De 1956 – 1959 se traslada a la Universidades de Leipzig y Berlín en donde se especializa en Derecho Público y Filosofía. En Alemania se casa con Eleonora Krauze, directora de teatro y artista judía polaca, hija de Bronislaw Krauze, historiador , escritor y figura política polaca y hermana de Edek Krauze (enlace roto disponible en Internet Archive; véase el historial, la primera versión y la última). uno de los líderes y pioneros del movimiento “Solidaridad” (Lech Walensa). De regreso a Colombia se convierte en Juez penal del juzgado primero de Cali. Al poco tiempo aparecen publicados artículos suyos sobre literatura y temas políticos en los diarios nacionales de El Tiempo, El País, Relator y La Calle.
Se vincula a la docencia universitaria con la Universidad del Valle como profesor de sociología. Obtiene una beca en la universidad norteamericana de Yale ( Yale University) en New Haven Connecticut de 1963 - 1969 en donde obtiene un PHD en sociología. Ese año gana el premio nacional norteamericano “The Bobbs-Merrill National Award in Sociology” 1969. A su regreso es nombrado decano de sociología de la Universidad del Valle 1969 – 1971. Luis H. Fajardo alterna su vida académica con la de asesor presidencial en varias administraciones nacionales colombianas bajo las presidencias de:Carlos Lleras Restrepo, Misael Pastrana Borrero, Alfonso López Michelsen.
En 1971 se convierte en diplomático y consultor de las Naciones Unidas para Chile, Brasil y Colombia en temas de educación superior y sociología. Es nombrado director ejecutivo de CLADEA ( Consejo Latinoamericano de Escuelas de Administración una ONG con más de 200 miembros en Norteamérica, Europa, Oceanía y Latinoamérica) cargo que ocupa hasta su prematura muerte en 1979.
Póstumamente se le otorga reconocimiento nacional por su trabajo cultural por el Instituto de Integración Cultural Quirama , Antioquia (Medalla Trabajador De La Cultura).

## Premios
- Bobbs-Merrill National Award en Sociology en 1969.[5]
- Premio Nacional "Trabajador De La Cultura" , Instituto de Integración Cultural Quirama, Antioquia, Colombia 1979.

## Libros
- The Protestant Ethic Of The Antioqueños? (La moralidad protestante de los antioqueños)
- La realidad socioeconómica de Colombia
- Ética puritana y desarrollo
- Efectos de la educación en la criminalidad
- La administración: desafío y respuesta en Latinoamérica
- La educación en América latina: problemas y perspectivas
- La acción comunal y la modernización en Colombia
- Una universidad para Colombia
- Sistema para el desarrollo de la administración en América latina
- El compromiso social del administrador
- Industrialización